# Cabinet Bouffier I
Pour les articles homonymes, voir Bouffier.
Land de Hesse
Koch III Bouffier II
Le cabinet Bouffier I (en allemand : Kabinett Bouffier I) est le gouvernement du Land de Hesse entre le 31 août 2010 et le 18 janvier 2014, durant la dix-huitième législature du Landtag.

## Majorité et historique
Dirigé par le nouveau ministre-président chrétien-démocrate Volker Bouffier, précédemment ministre de l'Intérieur, ce gouvernement est constitué et soutenu par une « coalition noire-jaune » entre l'Union chrétienne-démocrate d'Allemagne (CDU) et le Parti libéral-démocrate (FDP). Ensemble, ils disposent de 66 députés sur 118, soit 55,9 % des sièges au Landtag.
Il est formé à la suite de la démission du ministre-président Roland Koch et succède au cabinet Koch III, constitué et soutenu par une coalition identique. Au pouvoir depuis avril 1990, Koch annonce en mai 2010 son intention de mettre fin à sa carrière politique. La CDU choisit alors son bras droit pour prendre sa succession.
À l'occasion des élections régionales du 22 septembre 2013, l'effondrement des libéraux, qui atteignent de justesse les 5 % pour être représentés au Landtag, faire perdre sa majorité au gouvernement. Après l'échec des discussions pour la formation d'une coalition rouge-rouge-verte entre le Parti social-démocrate d'Allemagne (SPD), l'Alliance 90 / Les Verts (Grünen) et Die Linke, ou d'une grande coalition réunissant la CDU et le SPD, les conservateurs entreprennent des négociations avec les écologistes pour la formation d'une coalition noire-verte, qui se concluent positivement. Il est remplacé par le cabinet Bouffier II le 18 janvier 2014.

## Composition

### Initiale (31 août 2010)
- Les nouveaux ministres sont indiqués en gras, ceux ayant changé d'attributions en italique.

| Portefeuille                                                                                    | Titulaire | Titulaire          | Parti |
| ----------------------------------------------------------------------------------------------- | --------- | ------------------ | ----- |
| Ministre-président                                                                              |           | Volker Bouffier    | CDU   |
| Vice-ministre-président Ministre de la Justice, de l'Intégration et des Affaires européennes    |           | Jörg-Uwe Hahn      | FDP   |
| Ministre de l'Intérieur et des Sports                                                           |           | Boris Rhein        | CDU   |
| Ministre des Finances                                                                           |           | Thomas Schäfer     | CDU   |
| Ministre de l'Économie, des Transports et du Développement régional                             |           | Dieter Posch       | FDP   |
| Ministre de l'Environnement, de l'Énergie, de l'Agriculture et de la Protection du consommateur |           | Lucia Puttrich     | CDU   |
| Ministre des Affaires sociales                                                                  |           | Stefan Grüttner    | CDU   |
| Ministre de l'Éducation                                                                         |           | Dorothea Henzler   | FDP   |
| Ministre de la Science et de la Culture                                                         |           | Eva Kühne-Hörmann  | CDU   |
| Ministre des Affaires fédérales                                                                 |           | Michael Boddenberg | CDU   |
| Ministre sans portefeuille Directeur de la chancellerie régionale                               |           | Axel Wintermeyer   | CDU   |

### Remaniement du 31 mai 2012
- Les nouveaux ministres sont indiqués en gras, ceux ayant changé d'attributions en italique.

| Portefeuille                                                                                    | Titulaire | Titulaire          | Parti |
| ----------------------------------------------------------------------------------------------- | --------- | ------------------ | ----- |
| Ministre-président                                                                              |           | Volker Bouffier    | CDU   |
| Vice-ministre-président Ministre de la Justice, de l'Intégration et des Affaires européennes    |           | Jörg-Uwe Hahn      | FDP   |
| Ministre de l'Intérieur et des Sports                                                           |           | Boris Rhein        | CDU   |
| Ministre des Finances                                                                           |           | Thomas Schäfer     | CDU   |
| Ministre de l'Économie, des Transports et du Développement régional                             |           | Florian Rentsch    | FDP   |
| Ministre de l'Environnement, de l'Énergie, de l'Agriculture et de la Protection du consommateur |           | Lucia Puttrich     | CDU   |
| Ministre des Affaires sociales                                                                  |           | Stefan Grüttner    | CDU   |
| Ministre de l'Éducation                                                                         |           | Nicola Beer        | FDP   |
| Ministre de la Science et de la Culture                                                         |           | Eva Kühne-Hörmann  | CDU   |
| Ministre des Affaires fédérales                                                                 |           | Michael Boddenberg | CDU   |
| Ministre sans portefeuille Directeur de la chancellerie régionale                               |           | Axel Wintermeyer   | CDU   |